# Sperberschwanztrogon

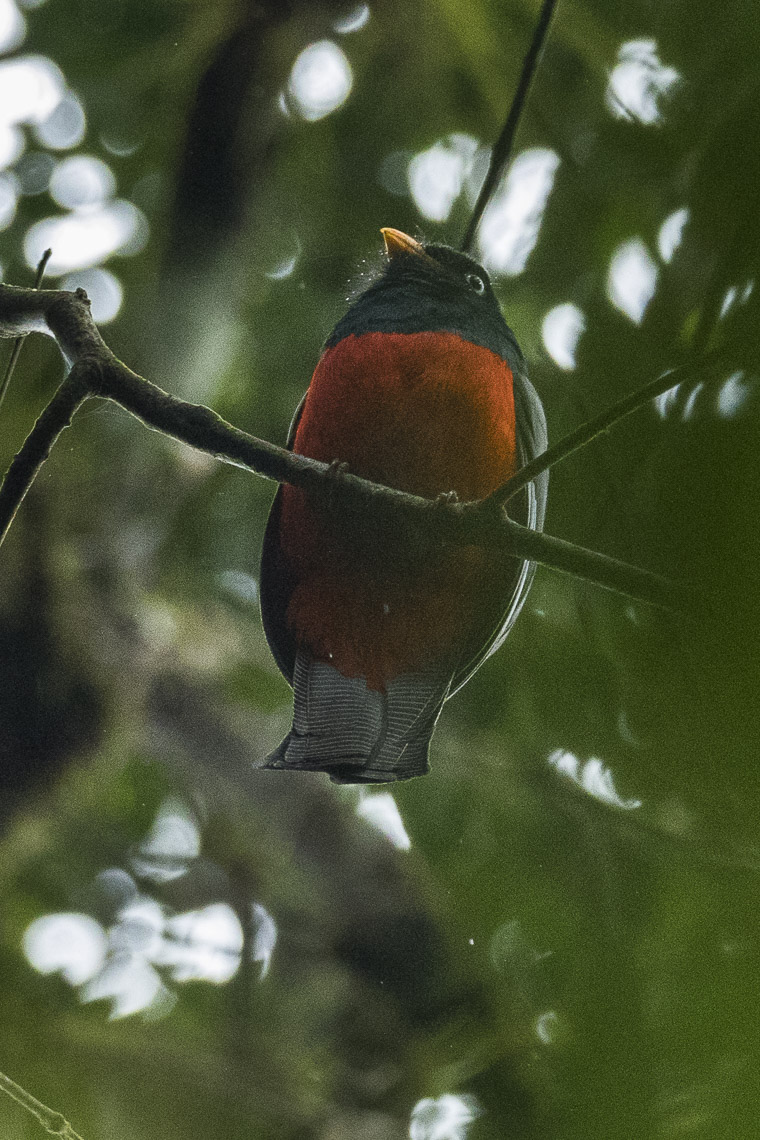
Sperberschwanztrogon

Verbreitungsgebiet des Sperberschwanztrogons

Der Sperberschwanztrogon (Trogon clathratus) ist eine Vogelart aus der Familie der Trogone (Trogonidae).
Der Vogel ist endemisch in Costa Rica  und Panama und kommt auf der Karibik-Seite vor von 100–1000 m.
Der Lebensraum umfasst feuchte Wälder in den Vorbergen und Berghängen von 90–1360 m, manchmal auch Waldränder oder angrenzende schattige halboffene Flächen. Gut erhaltener Wald mit hohen Bäumen wird bevorzugt.
Der Artzusatz kommt von lateinisch clathratus ‚vergittert‘.

## Merkmale
Die Art ist 30 cm groß und wiegt 130 g. Das Männchen hat einen gelben Schnabel und als einziger Trogon eine weißliche Iris, Gesicht und Kehle sind schwärzlich, Kopfkappe, Nacken, Brust und Oberseite sind grün. Der Flügelspiegel ist marmoriert, die Schwanzoberseite bläulichgrün. Die Unterseite bis zu den Unterschwanzdecken ist rosarot, die Schwanzunterseite sieht schiefergrau aus mit zarter weißer Bänderung.
Das Weibchen hat einen schwärzlichen Oberschnabel, ist statt grün schiefergrau, die Brust ist olivgrau, die Schwanzunterseite unauffällig weiß gebändert.
Beim Jungvogel sind die Steuerfedern spitzer und gröber gebändert, die Brust beim jungen Männchen ist großteils braun.
Die Art unterscheidet sich vom sehr ähnlichen Schieferschwanztrogon (Trogon massena) durch den gelben Schnabel und die helle Iris, auch ist der Bauch rosafarbener, der Schwanz blauer mit weniger deutlicher weißen Bänderung des Schwanzunterseite, schließlich fehlt das weiße Brustband.

## Geografische Variation
Die Art ist monotypisch.

## Stimme
Der Gesang wird als schnelle Folge von etwa 15 lauten, hallenden „kwa“-Tönen beschrieben, höher und lauter, dann schneller, tiefer und sanfter werdend und plötzlich ausklingend. Gegenüber dem Gesang des Schieferschwanztrogons deutlicher strukturiert und weniger nasal klingend.

## Lebensweise
Die Art ist ein Strichvogel, sie verlässt höher gelegene Regionen gegen Ende der Regenzeit.
Die Nahrung besteht aus Lorbeergewächsen und Früchten, auch großen Insekten und gelegentlich kleinen Fröschen und Echsen.
Die Brutzeit liegt zwischen Februar und Mai. Das Nest wird in einer Höhle in einem verrottenden Baumstamm oder -stummel angelegt, gelegentlich in einem Termitenbau, 5 bis 8 m über dem Boden.

## Gefährdungssituation
Der Bestand gilt als „nicht gefährdet“ (Least Concern).